# 5 Plus
5 Plus ist ein philippinischer Sportfernsehsender und gehört zum TV5 Network. Inc. Der Sender ersetzt seit dem 13. Januar 2019 den ehemaligen AksyonTV.